# 23246 Terazono
23246 Terazono este un asteroid din centura principală de asteroizi.

## Descriere
23246 Terazono este un asteroid din centura principală de asteroizi. A fost descoperit pe 25 noiembrie 2000 la Stația Anderson Mesa în cadrul programului LONEOS. Asteroidul prezintă o orbită caracterizată de o semiaxă mare de 2,57 ua, o excentricitate de 0,20 și o înclinație de 8,0° în raport cu ecliptica.